# Pteris hivaoaensis
Pteris hivaoaensis är en kantbräkenväxtart som beskrevs av David H. Lorence och K. R. Wood. Pteris hivaoaensis ingår i släktet Pteris och familjen Pteridaceae. Inga underarter finns listade.